# Банда братьев Абрамовых
Банда братьев Абрамовых — преступное формирование, существовавшее в 1999—2005 годах, одна из самых жестоких банд в истории Нижнего Новгорода

## Создание банды
Банда была создана в конце 1990-х годов жителем Нижнего Новгорода Владимиром Абрамовым, ранее судимым за разбой. Всего в банду входило полтора десятка человек, в том числе младший брат Владимира Виктор, несколько бывших сокамерников Абрамова, а также две женщины — жена Виктора Абрамова Елена и Наталья Шохонова.

## Преступления банды
В 1999 году Владимир Абрамов вместе с несколькими сообщниками проник в частный дом своих знакомых, где по информации, должна была храниться большая партия бытовой техники. Бандиты украли технику и патроны к охотничьим ружьям на сумму 112 тысяч рублей.
Затем они совершили серию нападений на перегонщиков машин, работавших в фирме, возглавляемой братьями Курбановыми, куда они внедрили двоих осведомителей. От них налётчики узнавали, кто из водителей и когда выехал в столицу. На обратном пути их поджидали вооружённые бандиты, избивали и похищали деньги. Так они ограбили троих человек. Один из наводчиков, Марат Юлдашев, сообщил однажды Абрамовым, что очередную сумму денег будут сопровождать шесть человек. Рано утром 27 сентября 2000 года вооружённые бандиты устроили засаду в Нижнем Новгороде в подъезде дома на проспекте Ленина, где жили братья Курбановы. Когда перегонщики зашли в подъезд, кто-то выстрелил в одного из перегонщиков, остальные набросились на них и стали избивать, в том числе и Юлдашева, чтобы отвести от него подозрения, но переусердствовали, и тот остался навсегда инвалидом. Перевозчик, получивший ранение в ногу, умер от потери крови.
Когда фирма братьев Курбановых перестала существовать, главарь банды переключился на оптовых и розничных торговцев мясом с двух рынков города. Информацию поставлял ему работающий на одном из этих рынков Ризван Алиев. Все расчёты на рынках тоже производились наличными. В дни, когда оптовики привозили на рынки туши мяса, у розничных торговок при себе были крупные суммы — от 35 тысяч рублей и больше. В такие дни Владимир Абрамов вооружался и в одиночку нападал на продавцов, чаще всего на женщин. Одну из торговок он убил.
Несколько преступлений были совершены при участии Натальи Шохоновой. Так, задолжав крупную сумму денег своей соседке и не желая возвращать долг, в ноябре 2002 она «навела» на неё бандитов, сообщив, что соседка хранит в квартире 10 тысяч долларов. Учитывая, что хозяйка редко выходила на улицу, а уходя из дома, ставила квартиру на сигнализацию, бандиты совершили вооруженный налёт. Наталья Шохонова под каким-то предлогом зашла к своей соседке, выходя, придержала дверь, и в квартиру ворвались вооружённые налётчики. Владимир Абрамов перерезал хозяйке горло, и вместе с сообщниками забрал всё, что было ценного в квартире. Вскрыл он и сейф, но валюты в нём не оказалось. Абрамов забрал из сейфа охотничье ружьё, из которого впоследствии сделал обрез. Забрав награбленное, бандиты уехали в квартиру братьев Абрамовых. Затем в поисках валюты они вернулись на квартиру убитой женщины. Ничего не найдя, и решив, что доллары тайно от них забрал Андрей Шабаров, Абрамовы через какое-то время под предлогом разработки нового нападения вывезли Шабарова к себе в Борский район, и в лесу, недалеко от деревни Белкино, Владимир Абрамов убил его выстрелом из обреза. На следующий день Виктор Абрамов по указанию старшего брата съездил с одним из бандитов на место убийства, отрубил ему кисти рук, чтобы затруднить опознание трупа, после чего облил тело бензином и поджёг.
9 сентября 2003 года на улице Дружаева Владимир Абрамов и Александр Сычёв расстреляли сотрудников частного охранного агентства Александра Нефёдова и Александра Чернышова, перевозивших 600 тысяч рублей из аптеки. Оба охранника погибли. Забрав деньги, налётчики скрылись.
В январе 2004 года бандиты напали на женщину в подземном гараже, избили её и похитили шубу и драгоценности. В феврале бандиты зверски избили и ограбили женщину в подъезде. Обе женщины работали на одном рынке, информацию о них бандитам давал Ризван Алиев.
В феврале 2005 года один из бандитов несколькими выстрелами убил работника рынка Андрея Гостева, когда тот подходил к своему дому. Похитив ключ у своей жертвы, убийца зашёл в его квартиру и разграбил её.
В начале марта 2005 года Владимир Абрамов и Сычёв расстреляли инкассаторов и сопровождавших их милиционеров в Московском районе Нижнего Новгорода. Добычей нападавших стали 1,8 млн рублей, предназначавшиеся для выплаты зарплаты воспитателям детских садов. Один милиционер, Андрей Поляшов, погиб, ещё один человек был ранен. Бандиты скрылись на автомобиле, который угнали незадолго до этого, убив при этом водителя.

## Аресты, следствие и суд
Расследуя преступления банды, милиционеры искали наводчиков среди работников рынков. Так в марте 2005 года они вышли на Ризвана и Арифа Алиевых. Те выдали следствию братьев Абрамовых. Милиционеры задержали Владимира Абрамова, и он назвал имена своих сообщников. После ареста Абрамова Сычёв убил гражданскую жену главаря банды, опасаясь, что она выдаст остальных. Тело женщины он при участии жены Виктора Абрамова закопал в лесу.
Вскоре все бандиты были арестованы. При обысках у подсудимых после их задержания был изъят целый арсенал вооружения. Среди изъятого были автомат, пистолеты, обрезы охотничьих ружей, самодельный револьвер калибра 7,62 с глушителем, около тысячи патронов различного калибра, а также взрывчатка. Также у участников банды были обнаружены деньги на сумму более 500 тыс. рублей, бытовая и оргтехника, золотые украшения на общую сумму около 400 тыс. рублей и два украденных автомобиля «ВАЗ».
Судебное следствие длилось год. Весь период следствия под подпиской о невыезде находились беременная Елена Абрамова и Марат Юлдашев, участвовавший в двух разбоях.
В суде почти все преступники частично или полностью признали свою вину. Некоторые из них, в том числе Владимир Абрамов, добровольно выдали спрятанное оружие и содействовали следствию. В связи с этим уголовное преследование некоторых подсудимых по эпизодам о незаконном хранении оружия были прекращены. Суд квалифицировал действия подсудимых по ст. 209 УК РФ (организация и участие в банде), ст. 158 (кража), ст. 161 (грабеж) и ст. 162 (разбой), ч. 2 ст.105 УК РФ (убийство двух или более лиц). По данным следствия, Владимир Абрамов совершил 64 преступления, из них 10 убийств. Александр Сычёв — 24 преступления, в том числе 3 убийства. Судебно-психиатрическая экспертиза признала всех подсудимых вменяемыми, однако выявила психологические изъяны — психопатические черты характера и алкоголизм.
18 апреля 2008 года был вынесен приговор. Владимир Абрамов и Александр Сычёв были приговорены к пожизненному лишению свободы в колонии особого режима. Остальные бандиты получили от 7 до 25 лет заключения. Марат Юлдашев был приговорён к 8 годам условно.

## В массовой культуре
- Документальный фильм «Семейный подряд» из цикла «Криминальные хроники» (2009)
- Документальный фильм «Мясники» из цикла «Вне закона» (2017)